# Klosterruine Mädburg

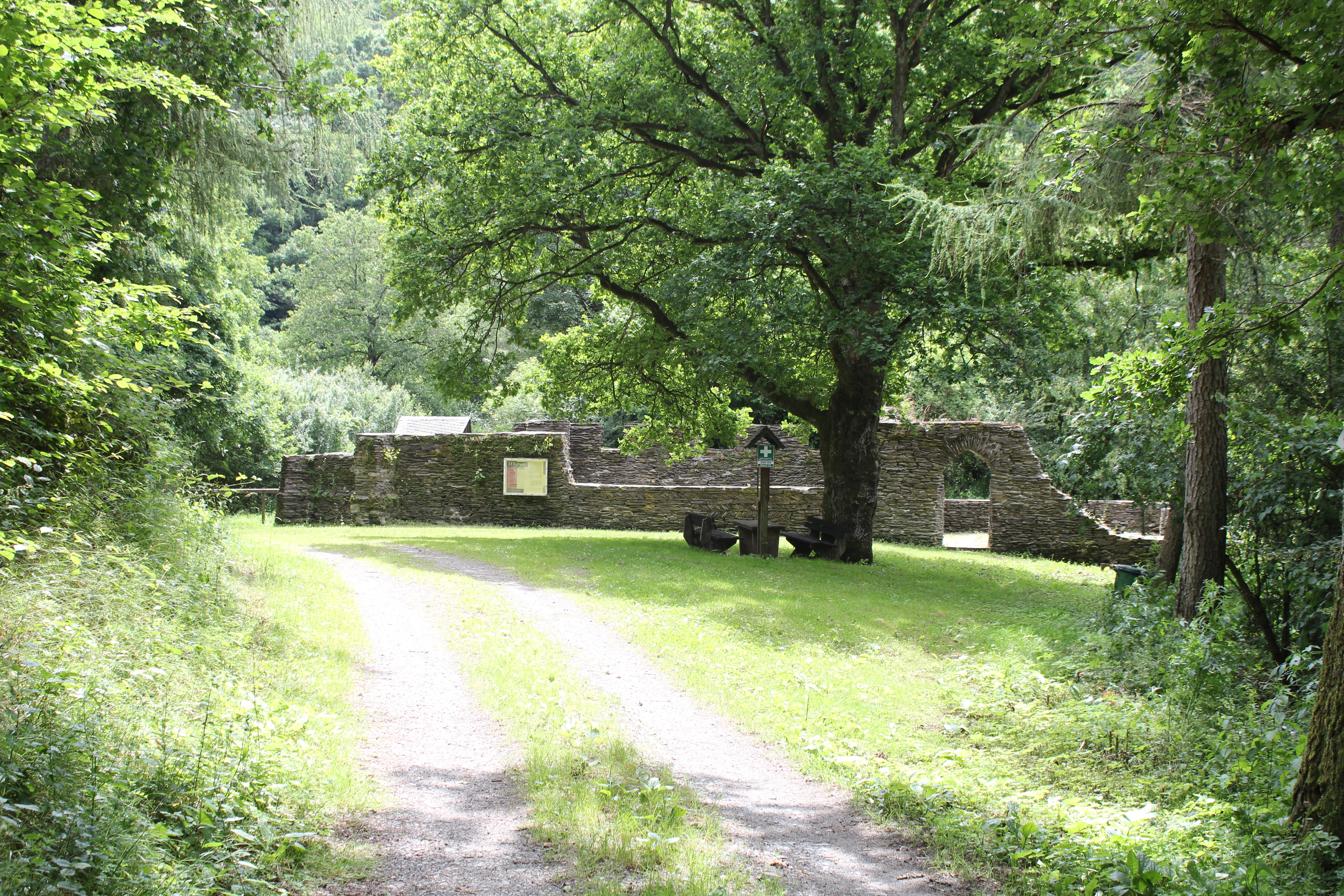
Mädburg bei Kehrig

Die Klosterruine Mädburg (Medeberg) ist der Überrest eines hochmittelalterlichen Klosters in Kehrig, einer Ortsgemeinde im Landkreis Mayen-Koblenz in Rheinland-Pfalz.

## Geografische Lage
Die Ruine liegt auf einem etwa 20 Meter über der Talsohle liegenden kleinen Plateau, das nach Nordwesten von einem felsigen Steilhang begrenzt wird. Unweit der Mündung des in Kehrig entspringenden Klosterbaches fließt die Elz um das Plateau herum.

## Geschichte

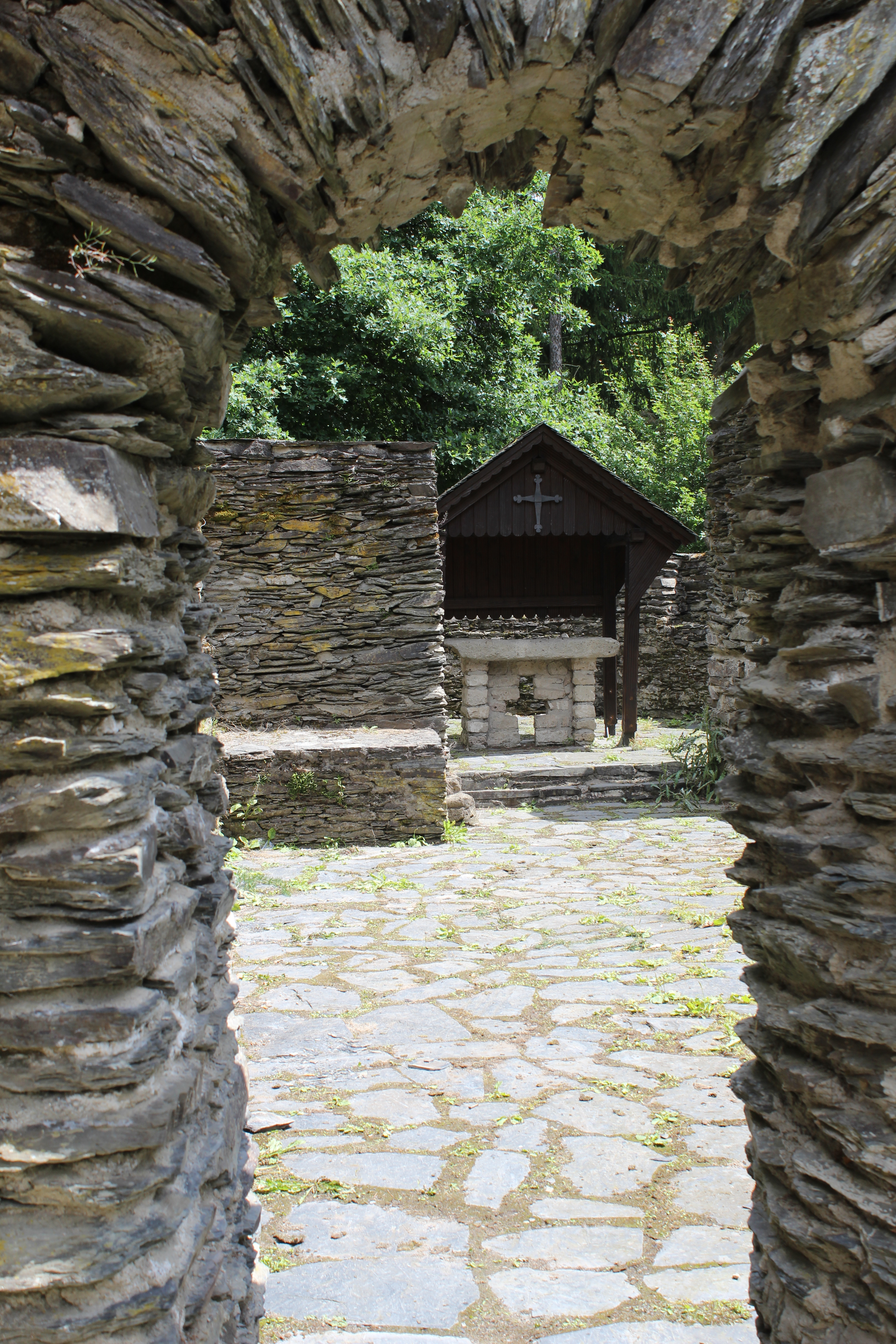
Mädburg bei Kehrig

Der Name Mädburg (früher auch Medtburg oder Methburg) kommt nach Erklärungen der Chronisten von einer Umbildung von Madersberg, den es noch heute unter diesem Namen auf der gegenüber liegenden Talseite gibt.
Schriftlichen Quellen nach ist bekannt, dass es sich bei diesem Bauwerk um eine Mariakapelle handelt, die vor 1350 errichtet und nach 1350 erweitert worden ist. Diese Erweiterung war eine Wallfahrtskirche, die zu Ehren der Heiligen Luzia errichtet worden war. Nach 1700 wurde der Anbautrakt mit einer Trennmauer versehen.
Einer Urkunde nach hat ein Heinrich Muhl von Neuerburg (* 1325, † 1372), Sohn des Heinrich von der Neuerburg, beide Nachfahren des Metfried (Wied), für das spätere Kloster ein reicht dotiertes Benefizum errichtet.
Seit 1715 diente das Kloster für eine kürzere Periode als Zentrum für das Eremitenwesen im Erzbistum Trier.
Der Abbruch des Klosters muss um etwa 1810 erfolgt sein. In einem Zeitungsbericht vom 1. August 1928 heißt es: „Um 1810, unter Herrschaft der Franzosen, wurden die Kapelle, das Pfarrhaus und auch das Kloster zum Abbruch verurteilt.“